# Filip IV. Nasavsko-Weilburský
Filip IV. Nasavsko-Weilburský známý též jako Filip III. Nasavsko-Saarbrückenský (14. října 1542, Weilburg – 12. března 1602, Saarbrücken) byl od roku 1559 až do své smrti hrabě Nasavsko-weilburský a od roku 1574 také hrabě Nasavsko-saarbrückenský. V dynastii Nassau-Weilburg má jakožto Filip pořadové číslo IV., avšak mezi Nassau-Saarbrücken je teprve číslo III., jelikož jeho otec Filip nikdy hrabství Nasavsko-saarbrückenskému nevládl. Byl dvakrát ženatý, avšak ani z jednoho manželství nevzešly žádné děti a obě jeho hrabství zdědil synovec Ludvík II., syn Filipova bratra Albrechta.

## Život
Filip IV. se narodil 14. října 1542 ve Weilburgu do rodiny Filipa III. a jeho třetí manželky Amalie von Isenburg-Büdingen jako druhorozený syn. Měl dvě sestry, Otýlii a Annu Amálii, a staršího bratra Albrechta. Spolu s bratrem byli na zámku Neuweilburg vychováváni a vzděláváni k protestantské víře. Jejich učitelem byl Kasper Goltwurm. Filip byl později studentem i na Jenské univerzitě a krátce tam byl rektorem.

### Hrabata Nasavsko-weilburská
Dne 4. října 1559 Filipův otec zemřel. Bratři Albrecht a Filip tak zdědili hrabství Nasavsko-weilburské. Protože ale Filipovi bylo teprve šestnáct let, regentem za ně oba byl jejich strýc Jan († 1574), člen Walramské linie. Bratři zpočátku vládli společně, ale velký dluh, který po sobě zanechal jejich otec, jim neumožňoval příliš jednat. Přesto se jim povedlo finanční situaci hrabství zlepšit. Dne 15. května 1561 si bratři rozdělili území. Albrecht získal okres Weilburg a místní zámek, Filip zase okres Neuweilnau i se zámkem, na kterém byli vychováváni. Největší část území a dluhy ale zůstali jako společný majetek. Filip se tedy přestěhoval na zámek Neuweilnau, který sloužil jako rezidence i jeho otci. V letech 1564 a 1566 zámek rekonstruoval.
Dne 9. dubna 1563 se Filip oženil s Erikou von Manderscheid-Blankenheim. Měli spolu pouze dceru Amálii, která se později provdala za hraběte Jiřího Nasavsko-Dillenburského.
V letech 1567 a 1568 Filip několikrát navštívil Viléma I. Oranžského a podílel se i na přípravě nizozemské revoluce, vedené proti Fernandu Álvarezovi de Toledo. Nicméně, akce se nezdařila a skončila potlačením španělskými armádami.
Roku 1570 napsal Jan III., bývalý regent za oba bratry, poslední vůli. V té jmenoval Albrechta a Filipa svými nástupci. Jan totiž neměl mužského potomka a chtěl zajistit, aby hrabství zůstalo v rukou Walramské linie. Již roku 1571 Filip převzal část Janových pozemků a přesunul svoji rezidenci do Saarbrückenu. Ještě toho roku si Albrecht s Filipem rozdělili část weilburského hrabství, které bylo společným majetkem. Společně také uzavřeli několik smluv s hesenskými lankrabaty. Roku 1572 se Filipovi podařilo sekularizovat opatství svaté Marie v Rosenthalu. S tímto opatstvím měl celý rod blízký vztah, jelikož tam byl pohřbený Adolf Nasavský, který se stal římskoněmeckým králem. Roku 1572 Filip zboural starý hrad Wanborn a místo něj postavil lovecký zámeček Philippsborn. Nicméně, během třicetileté války byl zámek zničen. Pozůstatky dnes tvoří střed přírodní rezervace.

### Dědictví po Janu III.
Když Jan III. roku 1574 zemřel, mohli si bratři rozdělit zbytek dědictví. Filip získal Saarbrüchen, Saarwerden a Stauf, Albrecht zase Ottweiler, okresy Homburg a Kirchheim a několik menších území v Černém lese. Janova poslední vůle byla napadána ze všech stran, například Karlem III. Lotrinským, který si hrabství Saarwerden nárokoval pro sebe jako léno. Nicméně, území zůstalo Albrechtovi, kterému se podařilo nárok podpořit i před nejvyšším odvolacím soudem. Spor ale trval nadále a hrozilo také, že se bude řešit armádami. Fridrich III. Falcký si též nárokoval některá území a skončilo to smlouvami s přesnou definicí hranic mezi Nasavskem a Falcí.

### Reformace a pozdější život
K 1. lednu 1575 se Filip rozhodl podpořit ve svých hrabstvích protestantství a po vzoru Hesenska zavedl reformace. Katoličtí knězi byli nuceni konvertovat k nové víře nebo ztratili svoji pozici a církevní majetek byl zkonfiskován. Byly založeny nové školy. Přechod hrabství k protestantství byl trnem v oku lotrinkům, jejichž území byla stále přísně katolická.
Když roku 1581 Filipova manželka Erika zemřela, rozhodl se Filip znovu oženit. 3. října 1583 si vzal Alžbětu Nasavsko-Dillenburskou, dceru Jana VI. Nasavsko-Dillenburského. Manželství bylo bezdětné a po Filipově smrti se Alžběta znovu vdala.
Filip IV. Nasavsko-Weilburský zemřel 12. března 1602 v Saarbrückenu. Byl pohřben v kryptě Nasavsko-saarbrückenských. Jelikož neměl žádné potomky, jeho území zdědil synovec Ludvík (syn Filipova bratra Albrechta).